# Renzo Olivo
Renzo Olivo (* 15. März 1992 in Rosario) ist ein argentinischer Tennisspieler.

## Karriere
Renzo Olivo spielt hauptsächlich auf der ATP Challenger Tour und der ITF Future Tour. Er feierte bislang fünf Einzel- und zehn Doppelsiege auf der Future Tour. Auf der Challenger Tour gewann er bislang zweimal in der Einzel- und dreimal in der Doppelkonkurrenz.
Sein erstes Spiel auf der ATP World Tour bestritt er im Februar 2013, wo er zusammen mit Marco Trungelliti eine Wildcard für die Doppelkonkurrenz des Copa Claro in Buenos Aires erhielt. In der ersten Runde trafen sie auf das Duo Simone Bolelli und Fabio Fognini, gegen das sie in zwei Sätzen mit 4:6 und 4:6 unterlagen. Mit zwei Challengertiteln in Santos und Buenos Aires machte er von Platz 150 innerhalb eines Monats einen Sprung in der Weltrangliste, sodass er zum 17. Oktober 2016 mit Rang 87 die Schwelle der Top 100 durchbrach. Das Jahr beendete er auf Rang 83.
2016 spielte er erstmals für die argentinische Davis-Cup-Mannschaft.

## Erfolge
| Legende (Anzahl der Siege)  |
| Grand Slam                  |
| ATP World Tour Finals       |
| ATP World Tour Masters 1000 |
| ATP World Tour 500          |
| ATP World Tour 250          |
| ATP Challenger Tour (11)    |

### Einzel

#### Turniersiege
| Nr. | Datum              | Turnier       | Belag | Finalgegner          | Ergebnis        |
| --- | ------------------ | ------------- | ----- | -------------------- | --------------- |
| 1.  | 25. September 2016 | Santos        | Sand  | Thiago Monteiro      | 6:4, 7:65       |
| 2.  | 16. Oktober 2016   | Buenos Aires  | Sand  | Leonardo Mayer       | 2:6, 7:63, 7:63 |
| 3.  | 21. Juli 2019      | San Benedetto | Sand  | Alessandro Giannessi | 5:7, 7:64, 6:4  |

### Doppel

#### Turniersiege
| Nr. | Datum              | Turnier    | Belag     | Partner                 | Finalgegner                              | Ergebnis         |
| --- | ------------------ | ---------- | --------- | ----------------------- | ---------------------------------------- | ---------------- |
| 1.  | 3. September 2011  | Como       | Sand      | Federico Delbonis       | Martín Alund Facundo Argüello            | 6:1, 6:4         |
| 2.  | 4. August 2012     | Manta      | Hartplatz | Duilio Beretta          | Víctor Estrella João Souza               | 6:3, 6:0         |
| 3.  | 13. Juni 2015      | Moskau     | Sand      | Horacio Zeballos        | Julio Peralta Matt Seeberger             | 7:5, 6:3         |
| 4.  | 5. Juni 2021       | Biella     | Sand      | Tomás Martín Etcheverry | Luis David Martínez David Vega Hernández | 3:6, 6:3, [10:8] |
| 5.  | 19. März 2022      | Concepción | Sand      | Andrea Collarini        | Diego Hidalgo Cristian Rodríguez         | 6:4, 6:4         |
| 6.  | 17. Juli 2022      | Iași       | Sand      | Geoffrey Blancaneaux    | Diego Hidalgo Cristian Rodríguez         | 6:4, 2:6, [10:6] |
| 7.  | 30. September 2023 | Bogotá     | Sand      | Thiago Agustín Tirante  | Guillermo Durán Orlando Luz              | 7:66, 6:4        |
| 8.  | 10. März 2024      | Santa Cruz | Sand      | Andrea Collarini        | Hugo Dellien Murkel Dellien              | 6:4, 6:1         |